# Unterkirnach
Unterkirnach è un comune tedesco di 2 959 abitanti, situato nel land del Baden-Württemberg.